# Arvid Harnack
 (octobre 2023).
Si vous disposez d'ouvrages ou d'articles de référence ou si vous connaissez des sites web de qualité traitant du thème abordé ici, merci de compléter l'article en donnant les références utiles à sa vérifiabilité et en les liant à la section « Notes et références ».
Arvid Harnack, né à Darmstadt le 24 mai 1901, exécuté par les nazis le 22 décembre 1942 à Berlin, est un juriste allemand, économiste et résistant contre le nazisme.

## Jeunesse
Arvid Harnack naît le 24 mai 1901 à Darmstadt, fils du professeur d'histoire de la littérature Otto Harnack (en) et neveu du théologien Adolf von Harnack. Entre 1919 et 1923, il étudie le droit à l'Université Friedrich Schiller de Iéna, puis à Graz et Hambourg, et devient docteur en droit en 1924. De 1926 à 1928, il étudie l'économie aux États-Unis à Madison, où il se marie avec l'historienne de la littérature Mildred Fish. En 1929-1930 il soutient sa thèse de doctorat en philosophie, Die vormarxistische Arbeiterbewegung in den Vereinigten Staaten (Les mouvements ouvriers pré-marxistes aux États-Unis), à Giessen.
Avec l'économiste Friedrich Lenz (de) (1885-1968), il fonde la Wissenschaftliche Arbeitsgemeinschaft zum Studium der sowjetischen Planwirtschaft (Communauté de travail scientifique pour l'étude de l'économie planifiée soviétique), ARPLAN. Au cœur de la Grande Dépression, le système capitaliste est de toute évidence sur les genoux, et le modèle soviétique paraît une alternative intéressante. L'espoir de Harnack semble avoir été que l'Allemagne serve de pont idéologique et économique entre l'Est et l'Ouest. En 1932, Harnack, comme premier secrétaire de l'ARPLAN, organise un voyage d'étude en Union soviétique auquel de nombreux scientifiques participent.

## Activités de résistant

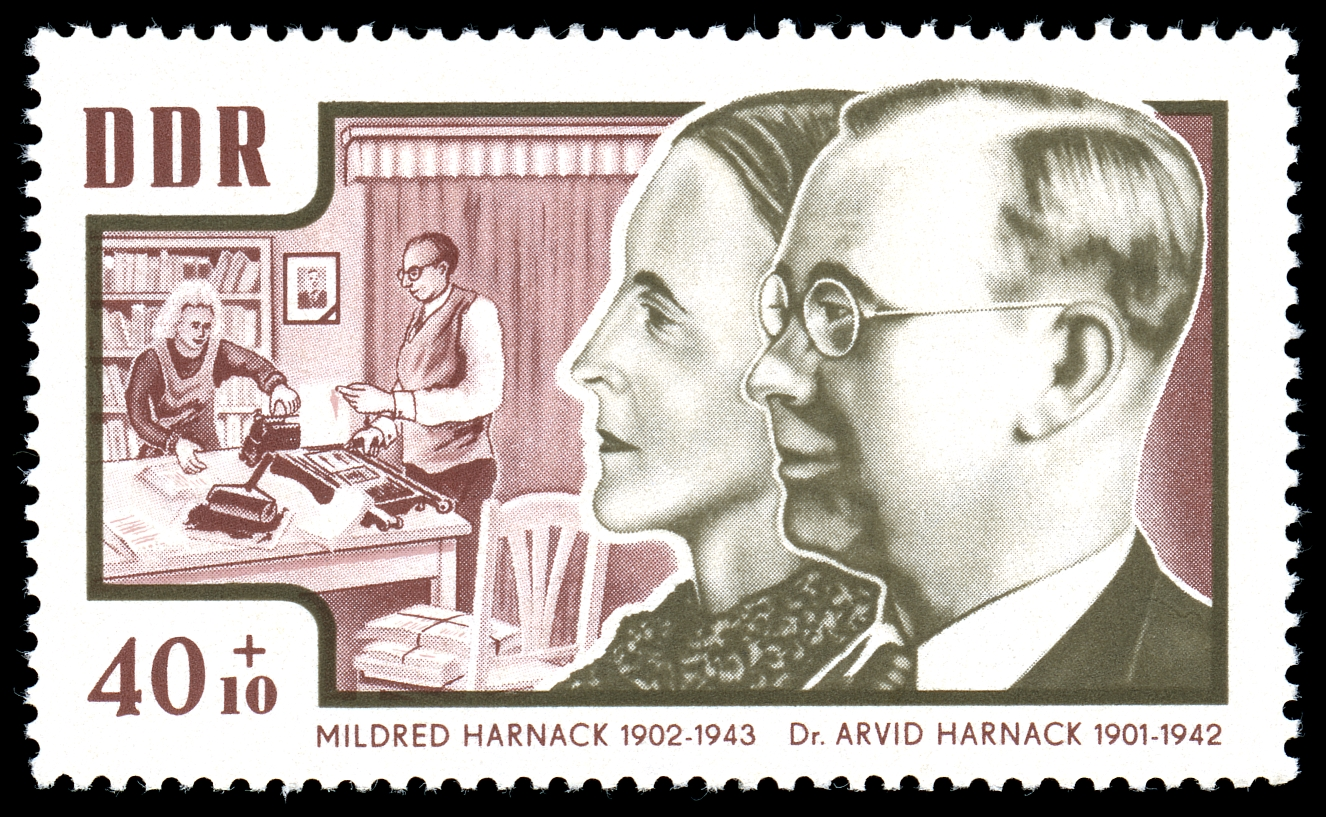
Arvid et Mildred Harnack : timbre-poste, RDA, 1964.

En 1933, la montée au pouvoir de Hitler force à dissoudre ARPLAN, et Harnack est nommé au poste d'expert scientifique au ministère de l'Économie du Reich. La même année, il acheve ses études de droit à Iéna.
Avec sa femme Mildred Harnack, l'écrivain Adam Kuckhoff et sa femme Greta, Harnack fonde un cercle de discussion qui débattait des perspectives politiques de l'après-nazisme.
En 1935, Harnack est lecteur de politique étrangère à l'université Humboldt de Berlin. L'année suivante, il entre secrètement en contact avec l'ambassade soviétique, tandis que sa femme fait de même avec l'ambassade américaine, pour avertir des risques de guerre suscités par l'Allemagne. Comme couverture, Harnack adhère au NSDAP dès 1937. En 1939 il entre en contact avec le groupe de Harro Schulze-Boysen et, en 1940, avec les communistes Hilde Rake et Hans Coppi. De ces réunions allait émerger ce que la Gestapo appellerait l'« Orchestre rouge » (Rote Kapelle).
Entre 1940 et 1941, le groupe communique avec des agents soviétiques et cherche vainement à enrayer l'agression nazie contre l'Union soviétique. Harnack et d'autres envoient des informations précises sur l'opération Barbarossa. En 1941, Harnack publie le magazine de résistance Die innere Front (Le Front Intérieur). C'est à ce moment qu'il reçoit de Rudolf von Scheliha les premières informations sur la « Solution finale ».

## Procès et mort

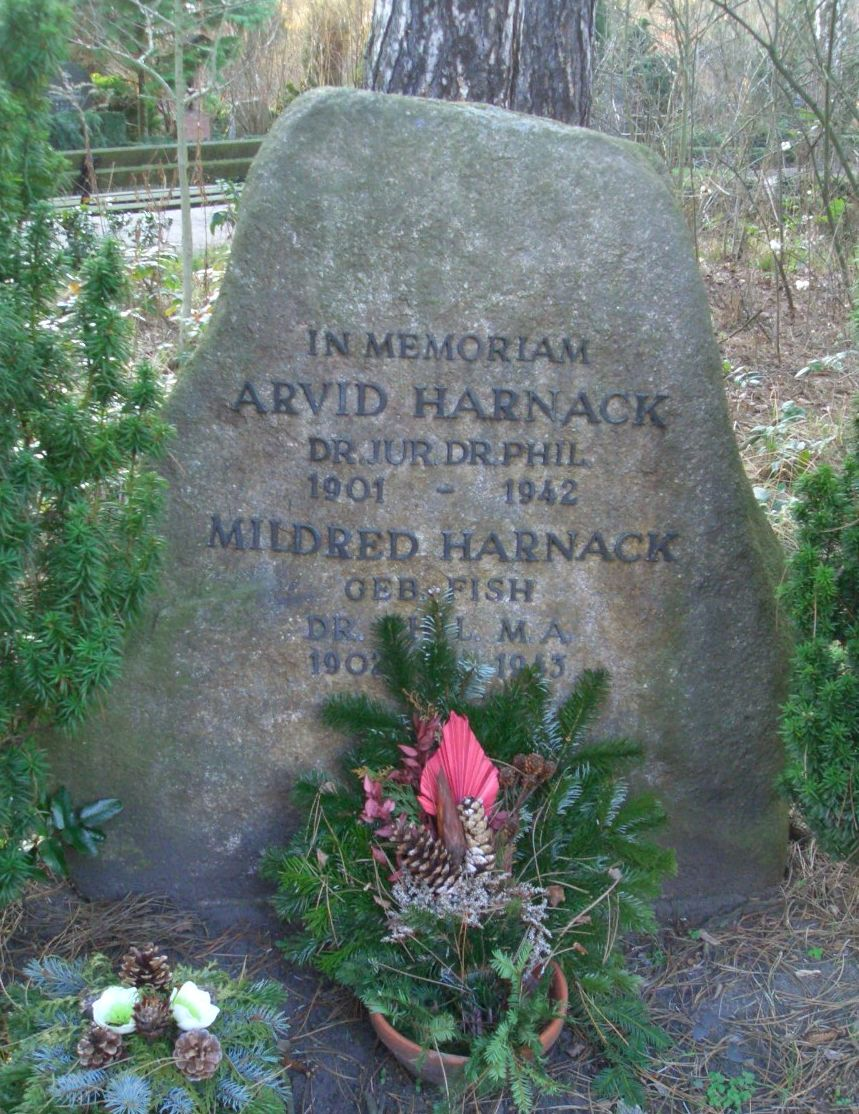
Mémorial de Mildred et Arvid Harnack au cimetière de Zehlendorf à Berlin

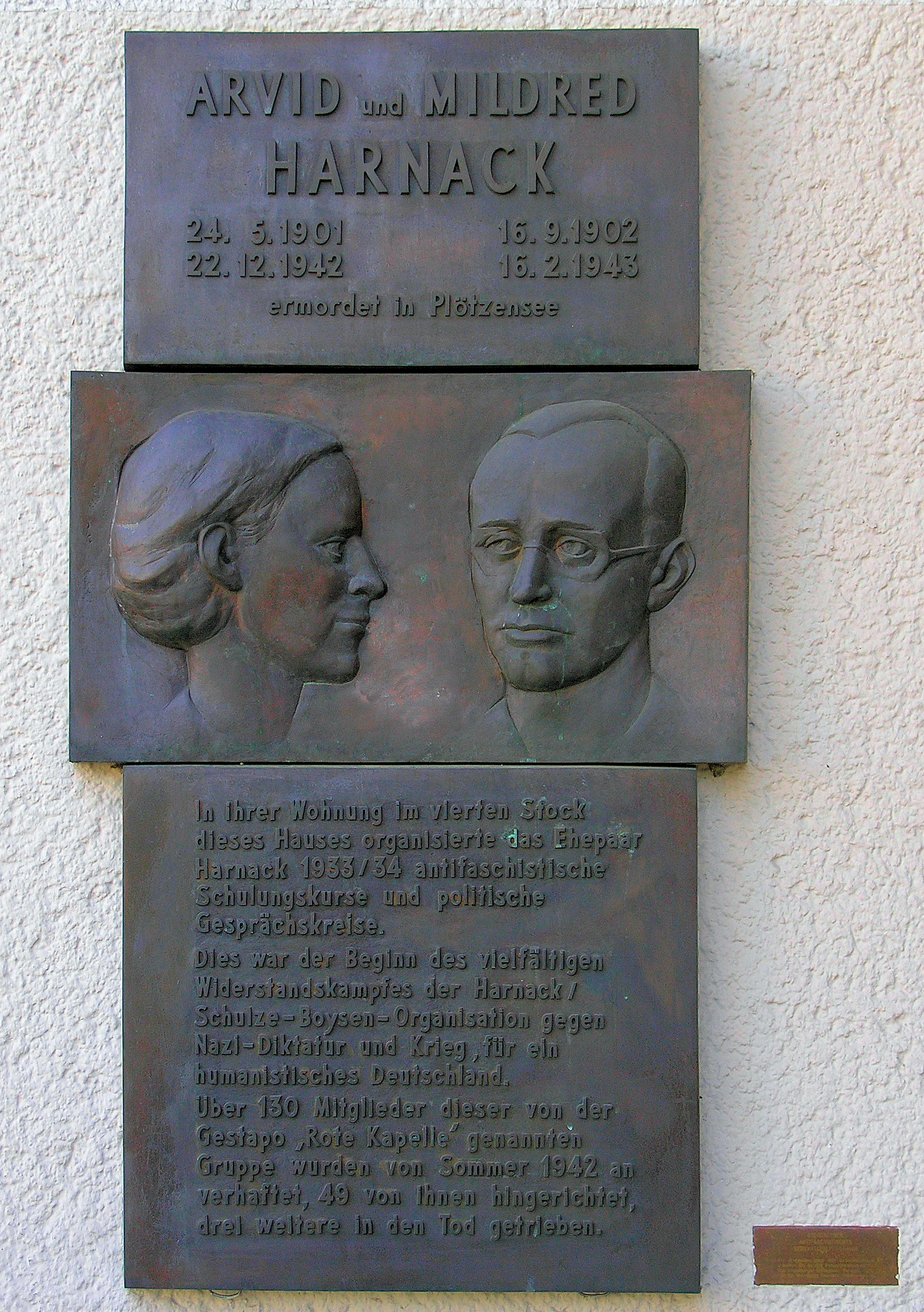
Plaque commémorative à Berlin-Kreuzberg, Hasenheide 61.

En juillet 1942, l'Abwehr parvient à repérer Schulze-Boysen et Harnack et la Gestapo entreprend de remonter la filière. Le 7 septembre, Arvid et Mildred Harnack sont arrêtés. Au terme d'un procès de quatre mois environ devant le Reichskriegsgericht (Tribunal militaire du Reich), Arvid Harnack est condamné à mort le 19 décembre 1942 et exécuté par pendaison trois jours plus tard à la prison de Plötzensee à Berlin. Mildred Harnack est condamnée à six ans en première instance, mais le jugement est cassé par Hitler en personne. Lors du deuxième procès, elle est condamnée à mort. Elle est exécutée le 16 février par la guillotine, également à la prison de Plötzensee,.